# سفارة السويد في تونس
سفارة السويد في تونس هي التمثيلية الرسمية وسفارة السويد في تونس. تقع السفارة في ضفاف البحيرة في تونس العاصمة، تحديدا في نهج بحيرة بيوا.

## التاريخ
افتتحت السفارة السويدية في تونس سنة 1963 في إطار زيارة الدولة. كانت السفارة تقع في 17 شارع فرنسا في تونس العاصمة، ثم في الثمانينيات في B.P. 112 في 1012 تونس العاصمة.

أغلقت السفارة سنة 2001 بسبب تحفظات السويد على «انتهاك» نظام زين العابدين بن علي لحقوق الإنسان، وأصبح مقر السفير في ستوكهولم ولكنه بقي يزور البلاد بشكل منتظم. 

في 5 نوفمبر 2015، أعلن رئيس الوزراء ستيفان لوفن أنه سيتم إعادة فتح سفارة السويد في تونس. ثم في 25 أكتوبر 2016، أشرفت وزيرة الخارجية السويدية مارغو والستروم ونظيرها وزير الخارجية التونسي خميس الجهيناوي على إعادة فتح السفارة والتي أصبح مقرها في ضفاف البحيرة في تونس العاصمة.

## السفراء
سفراء السويد في تونس هم على التوالي:
| السفير                          | بداية العهدة | نهاية العهدة | الصفة | الاعتماد                                                                                         |
| ------------------------------- | ------------ | ------------ | ----- | ------------------------------------------------------------------------------------------------ |
| لينارت بيتري [السويدية]         | 1958         | 1959         | مبعوث | معتمد في نفس الوقت من قبل سفارة السويد في المغرب.                                                |
| لينارت بيتري [السويدية]         | 1959         | 1962         | سفير  | معتمد في نفس الوقت من قبل سفارة السويد في المغرب.                                                |
| بير بيرتيل كولبيرغ [السويدية]   | 1963         | 1967         | سفير  | معتمد في نفس الوقت كسفير للسويد في ليبيا.                                                        |
| لارس هدستروم [السويدية]         | 1967         | 1972         | سفير  | معتمد في نفس الوقت كسفير للسويد في ليبيا.                                                        |
| مارك جيرون [السويدية]           | 1972         | 1976         | سفير  | معتمد في نفس الوقت كسفير للسويد في ليبيا بين 1973 و1974.                                         |
| أولوف ترنستروم [السويدية]       | 1976         | 1978         | سفير  |                                                                                                  |
| كارل-هنريك نوخوف [السويدية]     | 1978         | 1982         | سفير  |                                                                                                  |
| بينغت أودنر [السويدية]          | 1983         | 1984         | سفير  |                                                                                                  |
| أندرس ساندستروم                 | 1985         | 1988         | سفير  |                                                                                                  |
| ماغنوس فاكسن [السويدية]         | 1988         | 1995         | سفير  | معتمد في نفس الوقت كسفير للسويد في النيجر والسنغال (1992) وغينيا وموريتانيا (1993) ومالي (1994). |
| كاثرين فون هايدنستام [السويدية] | 1996         | 1998         | سفيرة |                                                                                                  |
| ستافان أوبرغ                    | 1998         | 2001         | سفير  |                                                                                                  |
| بو ويلين                        | ?            | ?            | سفير  | مقر السفارة في ستوكهولم.                                                                         |
| آن ماري ديراور                  | 2008         | 2011         | سفيرة | مقر السفارة في ستوكهولم.                                                                         |
| جان ثيسليف                      | 2011         | 2014         | سفير  | مقر السفارة في ستوكهولم.                                                                         |
| فريدريك فلورين [السويدية]       | 2014         | الآن         | سفير  | مقر السفارة في ستوكهولم بين 2014 و2016. معتمد في نفس الوقت كسفير للسويد في ليبيا منذ 2016.       |

## مقالات ذات صلة
- العلاقات التونسية السويدية
- سفارة تونس في السويد